# Rosario Gioia
Rosario Gioia (14 de julio de 1975) es un deportista italiano que compitió en remo. Ganó dos medallas de plata en el Campeonato Mundial de Remo, en los años 1997 y 1998.

## Palmarés internacional
| Campeonato Mundial | Campeonato Mundial     | Campeonato Mundial | Campeonato Mundial |
| Año                | Lugar                  | Medalla            | Prueba             |
| ------------------ | ---------------------- | ------------------ | ------------------ |
| 1997               | Aiguebelette (Francia) | Medalla de plata   | Cuatro con timonel |
| 1998               | Colonia (Alemania)     | Medalla de plata   | Dos con timonel    |